# John T. Pawlikowski
John T. Pawlikowski (ur. 1940) – amerykański duchowny katolicki polskiego pochodzenia, członek zgromadzenia serwitów (Ordo Servorum Mariae), profesor etyki społecznej w Catholic Theological Union, uczestnik dialogu katolicko-żydowskiego.

## Życiorys
W 1980 prezydent USA Jimmy Carter powołał go do pierwszego składu rady United States Holocaust Memorial Museum. Nominację tę ponowili prezydenci George H.W. Bush i Bill Clinton.
Opublikował m.in. książki: Catechetics and Christ, Sinai and the Calvary, The Challenge of the Holocaust for Christian Theology, Christ in the Light of the Christian-Jewish Dialogue i Jesus and the Theology of Israel. 
Został odznaczony Krzyżem Oficerskim Orderu Zasługi Rzeczypospolitej Polskiej.

## Członkostwo w organizacjach kościelnych i społecznych
- Advisory Committee on Catholic-Jewish Relations National Conference of Catholic Bishops
- National Advisory Council of the Polish Institute of Arts and Sciences
- American Association for Polish-Jewish Studies
- National Polish-American/Jewish-American Council
- Advisory Committee of Polish Studies Program, Indiana University[2]

## Członkostwo w kolegiach redakcyjnych
- Journal of Ecumenical Studies
- Journal of Holocaust and Genocide Studies
- Shofar: An Interdisciplinary Journal of Jewish Studies[2].

## Nagrody i wyróżnienia
- Raoul Wallenberg Humanitarian Award for Distinguished Contributions to Religion
- Distinguished Service Award from the American Jewish Committee (Chicago)
- „Person of the Year Award” od Polskiej Rady Chrześcijan i Żydów
- Nostra Aetate Award od Archidiecezji Chicago[2]